# Mike Clink
Mike Clink es un productor discográfico estadounidense.

## Carrera
Inició su carrera como ingeniero de sonido en los estudios Record Plant, trabajando con bandas como Whitesnake, Triumph, Guns N' Roses, Mötley Crüe, Megadeth, UFO (incluyendo Strangers in the Night), Jefferson Starship, The Babys, Heart, Eddie Money, entre otros.
Clink empezó la producción discográfica en 1986. Steve Kurutz de AllMusic escribe sobre las primeras experiencias de Clink como productor: "…luego de una serie de intentos fallidos, una joven banda llamada Guns N' Roses le pidió a Clink que produjera su álbum debut, Appetite for Destruction…". La colaboración de Clink con Guns N' Roses' duró por cinco álbumes y logró vender alrededor de 90 millones de copias. En 1988 Clink empezó a trabajar en el álbum ...And Justice for All de Metallica pero fue reemplazado por Flemming Rasmussen, quien había colaborado en trabajos anteriores de la banda angelina. En 1990 coprodujo el álbum Rust in Peace de Megadeth.